# Aristóvoulos Mánessis
Aristóvoulos Mánessis (en grec moderne : Αριστόβουλος Μάνεσης) est né à Argostóli, en Grèce, en 1922 et décédé le 2 août 2000 à Athènes. C'est un juriste grec spécialiste en droit constitutionnel, qui a notamment enseigné dans les universités de Thessalonique, d'Athènes et d'Amiens.
En 1993, Aristóvoulos Mánessis a été élu membre de l'Académie d'Athènes.